# Alberico Biadene
Alberico Biadene, detto Nino (Asolo, 29 novembre 1900 – Venezia, 1985), è stato un ingegnere e alpinista italiano.
Responsabile del disastro del Vajont, assieme ai suoi colleghi e ai vertici della SADE, trascorse due anni in carcere e, una volta liberato, passò il resto della vita sentendosi innocente.

## Biografia

### La famiglia
Nato ad Asolo, in provincia di Treviso, era il primo figlio del ragioniere Luigi Biadene, direttore della banca popolare locale, e di Maria Maddalena Dall'Armi. Portava lo stesso nome del nonno paterno e veniva detto "Nino" dagli amici. Aveva una sorella, Maria Luigia, e un fratello, il socialista trevigiano Leandro Biadene. Era residente a Venezia, nel sestiere Dorsoduro, al civico 1249.

### L'alpinismo
Il suo sport era lo sci ed era amico dell'ambiente di lavoro nella città capoluogo, Belluno, degli alpinisti agordini Attilio Tissi e Giovanni Andrich, nonché il letterato della compagnia. Il 24 agosto 1926, nel gruppo del Sassolungo, in coppia con Giovanni Galanti, insieme a Umberto Banchieri e un esule armeno, Ohannés Gurekian, che possedeva una buona esperienza di montagna, compì la rinomata ascensione alla Punta delle Cinque Dita (m 2996) per la via del camino Schmitt e della variante Dimai, ritornando in vetta ai Denti di Satanasso quattro giorni dopo. Biadene e Galanti furono gregari e testimoni oculari della salita che Gurekian e Banchieri compirono il 27 agosto, scalando la parete sud-est dei Lastei d'Agnèr per i famosi "Piombi".
Nel 1930, dopo che aveva trovato l'occasione per risvegliare in loro una passione latente, era quindi soprattutto Biadene che aveva fatto venire lo stimolo alla frequentazione della montagna per Tissi e Andrich, in una sezione del CAI tutt'altro che attiva. In Agordo si volevano allora festeggiare le nozze imminenti tra il principe Umberto di Savoia e Maria José del Belgio. Qualcuno aveva proposto di dedicare alla principessa una delle Pale di San Lucano, che con la vetta dell'Agner costituivano lo sfondo dell'amena cittadina, proprio perché figlia del re alpinista Alberto I, ma qualche altro, più oculato, aveva osservato che battezzare una cima senza nemmeno averla salita, a maggior ragione se a scalarla fossero poi stati dei forestieri, sarebbe stato come fare una dedica su un libro bianco che magari avrebbe scritto un altro. Fu l'occasione per rinverdire le schiere alpinistiche locali. Tissi, Andrich, Biadene e Gurekian programmarono la scalata, ma per motivi vari gli ultimi due, al momento buono, si trovarono nelle condizioni di non poter far parte della cordata.
Nell'agosto dello stesso anno, dopo il successo sulla via Preuss alla Cima Piccolissima di Lavaredo, Tissi e Andrich decisero di tentare la prima ripetizione italiana, dopo sei cordate tedesche, della via Solleder-Lettenbauer al Civetta. L'impresa, a quel tempo particolarmente rispettabile e tutt'altro che consueta ad arrampicatori italiani, gli suscitò vero e proprio entusiasmo, e venne fuori con un discorso un po' matto, ma che, apparentemente, non fece una grinza: «State a sentire: in due ore o poco più avete fatto la Preuss. La "direttissima" della Civetta è, su per giù, come sei Preuss una sopra l'altra. "Ergo", in una quindicina di ore o giù di lì dovreste farcela tranquillamente!».

### La carriera
Divenuto ingegnere dopo gli studi alla Regia Università degli Studi di Padova, prima di essere assunto alla SADE con la qualifica di ingegnere di cantiere, progettò irrigazione e costruzione, lavorò in Eritrea e a lavori ferroviari in Iran, in zone impervie. In Italia, supervisionò la realizzazione di impianti idroelettrici. Fece parte del consiglio di amministrazione della Società Anonima Mineraria Coloniale Italiana (SAMOI), con sede a Milano.
Nel 1944, durante la direzione lavori dell'impianto del Lumiei, inviò materiale di vario genere e mise a disposizione i propri automezzi per i trasporti in Carnia. Fu premiato Commendatore della Repubblica italiana. Nel 1949, fu uno degli undici professionisti che dettero vita al Rotary Club di Belluno, e lo presiedette nel 1954-55.
Nel gennaio 1951, insieme a Mario Pancini, mandò una comunicazione al quarto congresso delle grandi dighe di Nuova Delhi, in cui presentava i risultati di dieci anni di sperimentazione in laboratorio, sui vantaggi e gli svantaggi dei cementi per calcestruzzo di massa con le pozzolane, e la sua applicazione alla diga del Lumiei e di Pieve di Cadore.
Nel 1955, divenne vicedirettore generale del servizio costruzioni idrauliche, con particolare incarico di occuparsi degli uffici lavori. Mentre l'ingegnere Carlo Semenza si occupava sempre della progettazione e dei rapporti burocratici, la sua attività era proiettata verso la periferia della SADE, cioè verso i cantieri. Nel 1957-58, collaborò con Semenza per la progettazione e costruzione della grande diga di Kurobe, la più alta del Giappone. Aveva anche collaborato per la progettazione delle dighe di Sauris, Valle di Cadore, Fedaia e Mis.
Nel 1960, l'ingegnere Mario Mainardis lasciò il servizio e Biadene gli succedette nella direzione dell'Azienda idroelettrica, trasformata nell'occasione in Azienda produzione energia, che, per la parte amministrativa, veniva ad avere sotto di sé il servizio costruzioni idrauliche. Poiché Semenza si sarebbe venuto a trovare alle sue dipendenze, almeno amministrativamente, venne nominato condirettore del servizio costruzioni idrauliche. Semenza rimase a capo del servizio e ritenne opportuno mantenere nei suoi confronti il rapporto di dipendenza già esistente, occupandosi dell'esercizio di centrali idrauliche e termiche e dell'amministrazione relativa.
Il 30 ottobre 1961, alla morte di Semenza, di cui era stato a lungo il collaboratore di fiducia e da questi elevato al grado di condirettore, prese il suo ruolo di direttore del servizio costruzioni idrauliche e, nel gennaio 1962, come vice direttore generale Enel-Sade, e anche direttore dell'ufficio produzione ed energia dell'Enel. Biadene era noto per l'irruente determinazione con la quale affrontava le situazioni più critiche. Non esitava un solo istante a curare gli interessi della SADE, che erano spesso in contrasto con le richieste dei rappresentanti sindacali, ma riconosceva senza riserve il valore del personale da lui dipendente, tanto da definire la provincia di Belluno come "un vivaio di ottimi operai".
Più che un ingegnere era un burocrate, ma come successore del suo grande amico e maestro, pur dotato di grandi capacità manageriali, non era preparato né tecnicamente né psicologicamente a una così pesante eredità.

### Il disastro del Vajont
Il 15 novembre 1960, durante una riunione in cantiere per la frana del 4 novembre, egli stesso scrisse categorico in una sua relazione che l'innalzamento dell'acqua era pericoloso, facendo notare che, siccome la prima preoccupazione doveva essere quella di garantire l'incolumità delle persone che abitavano nella valle, era necessario abbassare il livello del serbatoio in modo che, se fosse avvenuto un franamento di grande entità che avesse creato delle ondate, queste non avrebbero potuto assolutamente raggiungere la zona abitata.
Riteneva ormai di sapere quanto bastava per gestire il bacino in sicurezza in attesa della caduta, ritenuta inevitabile, della frana. Progressivamente, rinunciò alle consulenze geologiche dettagliate di Edoardo Semenza e Leopold Müller, e si affidò esclusivamente alle valutazioni errate ipotizzate con simulazioni su modellino eseguite da Augusto Ghetti dell'università di Padova. Fu lui a dare istruzioni di alzare la quota dell'invaso della diga del Vajont a 710 metri. Durante il processo, dichiarò che i consulenti della SADE non lo avevano mai avvertito dei pericoli che avrebbe corso la popolazione.
Nel marzo 1962, pur tenendo conto della situazione, nelle varie relazioni quindicinali che inviava al ministero dei lavori pubblici, omise di riportare o minimizzò i continui segnali di pericolo che provenivano dal monte Toc: smottamenti, strani rombi e scosse sismiche registrate dalle sofisticate apparecchiature montate alla diga. Il 12 settembre 1963, definì "affermazioni piuttosto azzardate" gli allarmi lanciati dal sindaco di Erto e, per tranquillizzare gli ertani, si richiamò agli studi geologici eseguiti a suo tempo dal defunto Giorgio Dal Piaz.
Vista la velocità in aumento della frana, il 26 settembre, si fece prendere dal panico e decise di abbassare il livello del lago sotto quota 700, il limite di sicurezza definito dalle prove sul modellino di Nove di Vittorio Veneto, prima che la montagna vi crollasse dentro. Si rese conto perfettamente della situazione, anche se ne ignorava la portata, ma intervenne soltanto trentasei ore prima del disastro, cercando di far avvertire gli ertani per provvedere allo sgombero del paese.
La mattina del 9 ottobre, vista la giustificabile situazione, mandò una lettera al suo vice Pancini, ordinandogli di rientrare dalle ferie in America, scritta dalla dattilografa sull'ancora vecchia carta della SADE, ma con un P.S. vergato a mano da lui stesso, per il quale non restava che affidarsi alla provvidenza: "Che Iddio ce la mandi buona".
Nel tardo pomeriggio, alle 17.50, riuscì a telefonare al geologo Francesco Penta, che era a Roma, per comunicargli che le velocità del movimento della frana erano aumentate, e che riteneva necessaria una sua visita. Penta rispose che gli era impossibile, ma aveva disposto che sarebbe andato il suo assistente, Franco Esu, raccomandandogli calma e di "non medicarci la testa prima di essercela rotta".
Avendo sotto gli occhi la montagna che stava cedendo, circa alle 22.00, il geometra Giancarlo Rittmeyer, di turno alla diga con gli operai, lo chiamò nella sua casa a Venezia, dove era tornato quattro ore prima, per chiedere istruzioni. Biadene lo tranquillizzò, anche perché sapeva di aver raggiunto quota 700 e pensava di essere in sicurezza. Dopo aver riattaccato, ebbe comunicazione del disastro attraverso una telefonata dell'ingegnere Mario Ruol intorno alle 23.30, al bivio di Ponte nelle Alpi. La tragedia dei duemila morti lo segnò.

### Il processo penale
Il 21 febbraio 1968, il giudice istruttore del tribunale di Belluno, Mario Fabbri, depositò la sentenza del procedimento penale contro Biadene e altri dieci imputati. Contro Biadene, principale imputato, emise mandato di cattura per la scorrettezza del suo comportamento processuale e per la particolare intensità del grado di colpa a lui attribuito, ma il dirigente aveva seguito dall'esterno l'istruttoria penale mediante abboccamenti, preventivi e successivi, con le persone che venivano interrogate e con la redazione di promemoria sulle circostanze riferite al giudice. Certo preavvertito da qualcuno, si rese deliberatamente irreperibile quando il capitano dei carabinieri del nucleo di polizia giudiziaria del tribunale di Belluno, Antonio Chirico, si recò nella sua abitazione di Venezia la sera del giorno dopo, pur facendo sapere che si sarebbe costituito il giorno in cui avrebbe avuto inizio il processo. Per rintracciare l'imputato si mise in moto anche l'Interpol.
Il 25 novembre 1968 incominciò il processo di primo grado all'Aquila, che si concluse la sera del 17 dicembre 1969. Il 22 maggio 1968, in seguito al tempestivo ricorso presentato dal suo legale Alessandro Brass, la Cassazione revocò il mandato di cattura contro Biadene, appena rientrato in Italia dopo la fuga all'estero, mai eseguito. Come tutti gli imputati, alloggiava nel migliore albergo della città, il Duca degli Abruzzi. Due donne dell'area Vajont, passeggiando nel corridoio del tribunale, durante una pausa, nella cornice di un drammatico minuetto, gli sibilarono: "Assassino!". L'accusa abruzzese chiese frettolosamente e senza un'adeguata motivazione ventuno anni e quattro mesi di reclusione (quattro per la frana, cinque e quattro mesi per l'inondazione, dodici per omicidio colposo plurimo) per Biadene, ma venne condannato a sei, di cui due condonati, per omicidio colposo plurimo, colpevole di non aver avvertito per tempo e di non avere messo in moto lo sgombero. Gli furono concesse le attenuanti generiche e l'aggravante della previsione dell'evento nei suoi confronti non venne riconosciuta.
Il 20 luglio 1970, incominciò all'Aquila il processo d'appello e, il 3 ottobre, la sentenza riconobbe la totale colpevolezza di Biadene, che venne riconosciuto colpevole di frana, inondazione e degli omicidi. Il procuratore generale chiese sedici anni e dieci mesi per tutti e tre i reati, ma venne condannato a sei anni (uno per la frana, due per l'inondazione, tre per gli omicidi), di cui tre condonati.
Dal 15 al 25 marzo 1971, a Roma si svolse il processo di Cassazione e la sentenza della IV sezione penale riconobbe definitivamente Biadene responsabile del disastro, d'inondazione aggravata dalla previsione dell'evento, e degli omicidi. Biadene venne condannato a cinque anni di reclusione (due per il disastro e tre per gli omicidi), di cui tre condonati dall'amnistia per motivi di salute.
Prima del giudizio era sicuro della sua condanna, infatti disse: "io ho voluto questa legge" [sulla nazionalizzazione delle imprese elettriche] "ed è giusto che ne paghi le conseguenze". Biadene era infatti un socialista, e questo schieramento politico è stato da sempre fautore della suddetta legge.

### La reclusione
Scontò la pena irrogata dalla mattina del 1º maggio 1971, tre giorni dopo che il procuratore generale della Corte d'appello dell'Aquila aveva spiccato ordine di cattura nei suoi riguardi, nel carcere della sua città, Santa Maria Maggiore a Venezia, dove si era costituito presentandosi al direttore accompagnato dall'avvocato Brass, divenendo un detenuto modello, alloggiato in una confortevole cella con un detenuto che gli faceva da domestico. Riceveva ogni giorno visite della moglie e viveri dall'Enel-Sade, contrariamente agli altri detenuti che godevano di tali diritti una volta a settimana. L'altro detenuto di lusso, Attilio Marzollo, godeva di analoghi privilegi.
Tranne un breve periodo, dall'8 gennaio a fine marzo 1973, ricoverato nella divisione urologica dell'ospedale civile dei Santi Giovanni e Paolo per un delicato intervento chirurgico, in quanto da tempo sofferente alla prostata, rimase sempre nell'istituto di pena veneziano. Il ministero di grazia e giustizia gli aveva chiesto di fare il consulente tecnico per un progetto di ammodernamento del carcere e lui lavorava in tale senso come volontario nell'infermeria, sistemando la biblioteca, l'impianto di riscaldamento e quello elettrico in tutto il vecchio edificio. Il 17 maggio 1972 presentò domanda di grazia al presidente Giovanni Leone, che era stato il capo degli avvocati Enel-Sade al processo sostenendo l'imprevedibilità del disastro.
Il 1º maggio 1973, pagato il suo debito con la giustizia, il progettista fu scarcerato in anticipo sull'estinzione della pena per buona condotta e, all'uscita del penitenziario, atteso dal suo avvocato Brass, dalla moglie, dalla figlia Maria e da uno dei nipotini, salutò i cronisti a bordo di un motoscafo privato dell'Enel e, raggiunto il piazzale Roma, a bordo di un'auto, si recò con i familiari in vacanza a Cortina.
La sua uscita dal carcere diffuse tra i detenuti un certo rimpianto. Con la sua semplicità, e soprattutto con la sua serietà, era riuscito a farsi benvolere da tutti: dai detenuti, ai quali faceva lezioni di italiano, matematica e latino, e dalle guardie carcerarie, che lo aiutavano a mettere in ordine la biblioteca, molto arricchita, allora, con i volumi usciti da casa Biadene. Non trascorreva giorno, raccontarono di lui le guardie carcerarie, che non inventasse qualche lavoro.

### Il processo civile
In sede civile, l'8 marzo 1976 la corte d'appello dell'Aquila stabilì che responsabile civile per l'attività colposa posta in essere da Biadene era l'Enel. Il 3 dicembre 1982, la corte d'appello di Firenze modificò la sentenza dell'Aquila e riconobbe la responsabilità in solido di Enel e Montedison, condannando il loro dipendente Biadene e gli eredi del suo collega Francesco Sensidoni, nel frattempo defunto, al pagamento della somma di 238 505 364 622 lire, oltre gli ulteriori danni per svalutazione monetaria e gli interessi. Il 23 aprile 1983, con sentenza a sezioni unite, la Cassazione escluse la possibilità che Biadene fosse sottoposto al giudizio della Corte dei conti per i danni subiti dall'Enel, in seguito agli esborsi per la transazione con i superstiti e per i mancati guadagni conseguenti all'inutilizzazione del serbatoio.
Il 21 ottobre 1983, non costituitosi il convenuto, nel giudizio interveniva l'Enel che, pronunciata dalla Corte dei conti sentenza affermativa della propria competenza giurisdizionale, con ricorso notificato il 19-21 luglio 1982 aveva proposto istanza di regolamento di giurisdizione formulata in un unico complesso motivo e illustrata da memoria. In tale giudizio, né il procuratore generale della Corte dei conti né Biadene si erano costituiti.

### La morte
Morì a Venezia nel 1985, sempre convinto di aver svolto il proprio dovere come tecnico alle dipendenze della SADE, senza riconoscersi specifiche responsabilità sul disastro. Fu sepolto nella tomba di famiglia nel cimitero di Casella d'Asolo, ai piedi del suo paese natio.

## Nei media

### Cinema
- Nel film Vajont del 2001, diretto dal regista Renzo Martinelli, indicato come principale responsabile della tragedia, viene impersonato da Daniel Auteuil.[61]

### Televisione
- Vajont, una tragedia italiana, documentario del 2015, interpretato da Giancarlo Previati.[62]

### Fumetti
- Vajont: storia di una diga, Francesco Niccolini (sceneggiatura), Duccio Boscoli (disegni), Padova, BeccoGiallo, 2018, ISBN 9788833140421, OCLC 1090201035.